# Роберт Томсон Лейпер
Роберт Томсон Лейпер (англ. Robert Thomson Leiper; 17 квітня 1881, Кілмарнок, Шотландія — 21 травня 1969,) — британський паразитолог, гельмінтолог. Член Лондонського Королівського Товариства. Кавалер ордена Святого Михайла і Святого Георгія.

## Біографія
Був старшим з трьох дітей Джона Лейпера, кравця, та його дружини Джессі Ейрд. Сім'я переїхала до Англії незабаром після його народження. Він здобув освіту в школі Ворика, потім поступив до технічного коледжу цього міста, щоб продовжити навчання в галузі науки.
Він провів рік у Мейсонському науковому коледжі (який згодом став Бірмінгемським університетом), вивчаючи фізику, математику, англійську та латинську мови. Потім він вступив до Університету Глазго, щоб вивчати медицину, на якій здобув успіхи, завойовуючи такі нагороди, як медаль Джона Гантера та старший приз Арнотта в цій галузі. Закінчив університет в 1904 році.
З раннього віку Лейпер присвятив себе гельмінтології, вивченню плоских червів. Ще у віці 21 року, він виявив незадокументованого черв'яка в морському їжаку Spatangoida. Він мав дослідницькі подорожі до Гани 1905 року, Єгипту та Уганди в 1907 році, Нігерії в 1912 році, Китаю та Японії в 1914 році.
Під час Першої світової війни він служив в Єгипті в чині підполковника і, зокрема, працював над передачею шистосомозів та виявив переносника. 
У 1936 році він став членом Королівського медичного коледжу, кавалером ордена Св. Майкла та Святого Георгія в 1941 році, а в 1955 році отримав ступінь LLD (доктор права) в університеті Глазго.
Лейпер став першим професором гельмінтології в Лондонському університеті та директором курсу гельмінтології в Лондонській школі гігієни та тропічної медицини. Він працював у ній з 1905 року до виходу на пенсію в 1947 році. За цей час він навчався у професора Артура Лосса в Каїрському університеті.
Лейпер є засновником Журналу гельмінтології та Гельмінтологічних рефератів. Він також очолював Інститут паразитології сільського господарства Сен-Олбанс. Серед його багатьох відкриттів — комаха, що переносить Loa loa.
Він одружився в 1908 році з Сейнвен Сарон, дантисткою, у подружжя народилося двоє дочок та один син.